# رابرت آنتمن
رابرت آنتمن (انگلیسی: Robert Entman؛ زادهٔ ۱ ژانویهٔ ۱۹۵۰) کارشناس سیاسی و از دانش‌آموختگان دانشگاه کالیفرنیا، برکلی است.